# Dave Buckner
 (novembre 2024).
Si vous disposez d'ouvrages ou d'articles de référence ou si vous connaissez des sites web de qualité traitant du thème abordé ici, merci de compléter l'article en donnant les références utiles à sa vérifiabilité et en les liant à la section « Notes et références ».
Pour les articles homonymes, voir Buckner.
Dave Buckner (Dave John Lewis Buckner), né le 29 mai 1976, est l'ex-batteur du groupe Papa Roach.
Il est le cofondateur du groupe avec Jacoby Shaddix. Il est également le créateur des logos de la bande et a écrit quelques chansons. Avant Papa Roach, Dave était couvreur et vendeur de meubles. Il a commencé à jouer de la batterie à 12 ans.
Il n’a pas participé à l’album Potatoes For Christmas car il étudiait l’art à Washington pendant un an. Ryan Brown fut son remplaçant.
Il s'est marié le 29 octobre 2003 avec Mia Tyler (la fille du chanteur d'Aerosmith). Mais ils ont divorcé en juillet 2005.